# Kamiennica Elbląska (przystanek kolejowy)
Kamiennica Elbląska – zamknięty przystanek kolejowy w Kamionku Wielkim, w osadzie Kamienica Elbląska, w województwie warmińsko-mazurskim, w Polsce.
Przystanek stanowi część Kolei Nadzalewowej. W 2013 roku Polskie Koleje Państwowe zawiesiły istniejący ruch pasażerski.